# مازیندول
مازیندول (با نام‌های تجاری Mazanor و Sanorex) یک داروی محرک است که به عنوان سرکوب‌کننده اشتها استفاده می‌شود. این دارو توسط شرکت ساندوز-واندردر دهه ۱۹۶۰ توسعه یافت.

## مصارف پزشکی
مازیندول در درمان کوتاه مدت (یعنی چند هفته ای) چاقی، همراه با رژیم کاهش وزن بر اساس محدودیت کالری، ورزش و اصلاح رفتار در افراد با شاخص توده بدنی بیشتر از ۳۰ یا در افرادی با شاخص توده بدنی بیشتر از ۲۷ در حضور عوامل خطرزا مانند فشار خون، دیابت یا چربی خون بالا استفاده می‌شود. مازیندول در حال حاضر به عنوان یک داروی تجویزی تجاری و تحت نظارت FDA برای درمان چاقی در دسترس نیست.
یک مطالعه سوئیسی وجود دارد که اثر آن را در درمان ADHD بررسی می‌کند.
کاربردهای ثبت شده اضافی شامل درمان اسکیزوفرنی، کاهش میل به کوکائین، و برای درمان اختلالات عصبی رفتاری است.

## همچنین ببینید
- سیکلازیندول